# Henri Peslier
Henri François Peslier (* 4. Januar 1880 in Uzel; † 12. Mai 1912 in Paris) war ein französischer Wasserballspieler.

## Karriere
Peslier nahm im Jahr 1900 an den Olympischen Spielen in Paris teil. Hier erreichte er mit der Mannschaft von Libellule de Paris den dritten Rang und gewann somit nach heutigem Medaillenvergabesystem Bronze. In den folgenden Jahren zwischen 1901 und 1903 gewann er verschiedene nationale Titel im Schwimmsport. Neben seinen sportlichen Aktivitäten war er als kaufmännischer Angestellter beschäftigt.